# Skywell D11

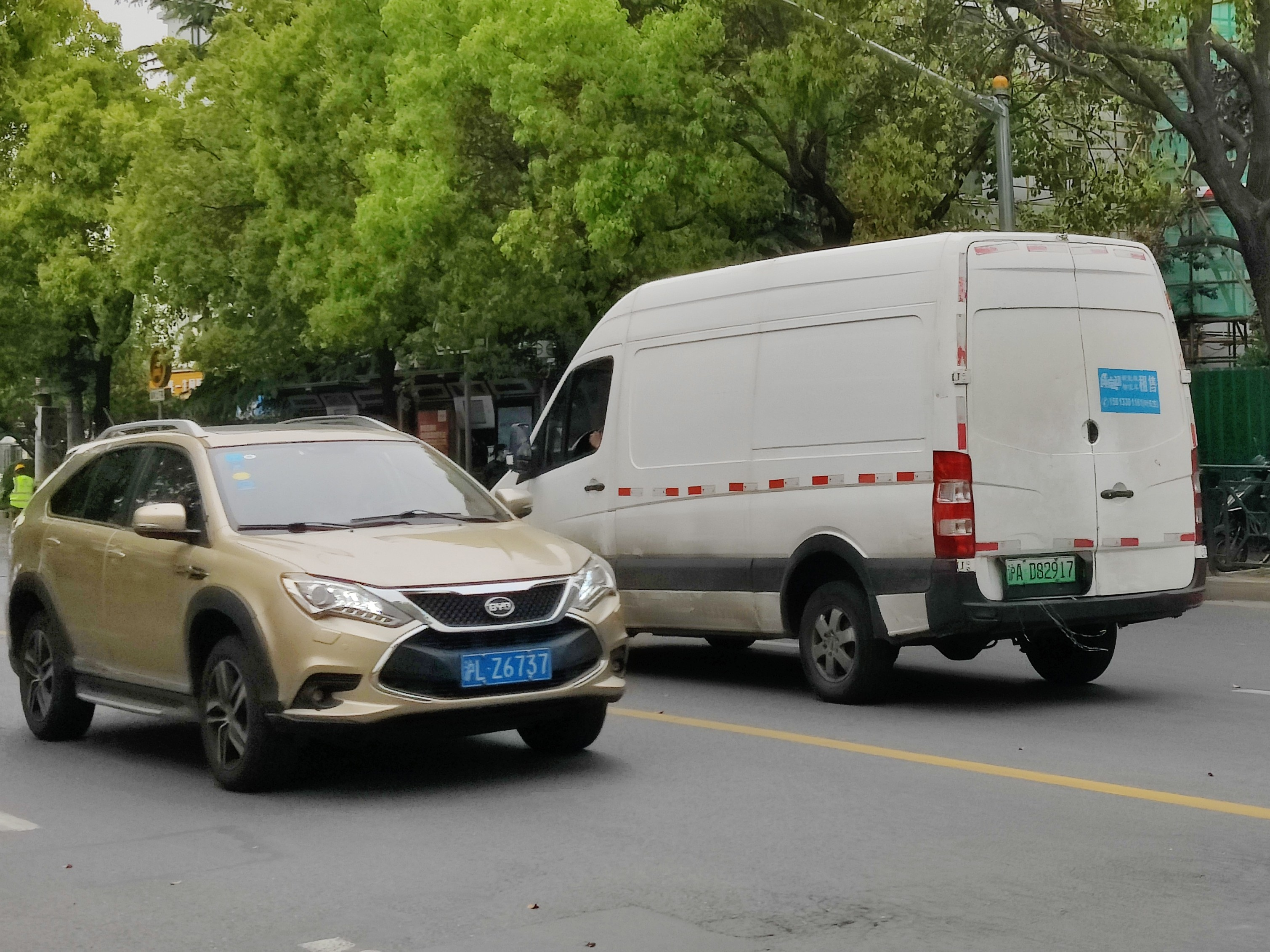
Вид сзади

Skywell D11 — малотоннажный грузовой автомобиль, выпускаемый компанией Golden Dragon с 2015 года. Является лицензионным клоном Mercedes-Benz W906.

## История
Автомобиль Skywell D11 был представлен в Китае в феврале 2015 года. Цена автомобиля составляла 263000 юаней. Существует также электромобиль, цена которого составляет 758000 юаней.
Автомобиль Skywell D11 базируется на той же платформе, что и King Long Jockey, поскольку компания King Long сотрудничает с Golden Dragon. Модель оснащается дизельными двигателями внутреннего сгорания JE4D28B (мощностью 125 л. с. при 3200 об/мин и крутящим моментом 32,6 кгм при 1600—2600 об/мин) и JE493ZLQ4 (мощностью 109 л. с. при 3200 об/мин и крутящим моментом 32,6 кгм при 1600—2600 об/мин).
4 марта 2016 года компания NGDB объявила об экспорте 45 электромобилей.

## Критика
Дизайн автомобиля Skywell D11 вызывает критику со стороны компании Mercedes-Benz, поскольку модель является лицензионным клоном Mercedes-Benz W906. Конкурентами автомобиля являются King Long Jockey и JAC Sunray.